# Рисованный апперцептивный тест (РАТ)
Рисованный апперцептивный тест (РАТ) — это компактный модифицированный тест, требующий меньше времени на обследование, чем Тематический апперцептивный тест Г.Мюррея, а также приспособленный к условиям работы практического психолога. В дополнении к этому тесту Л.Н. Собчик  в 1983 году был разработан новейший стимульный материал, представляющий собой контурные сюжетные картинки в виде человеческих фигурок.

## Обоснование
Тест является одним из видов проективных методик, которые предназначены для диагностики личности, для которых характерен в большей мере целостный подход к оценке личности.
В ходе данного теста выявляются глубинные, не всегда поддающиеся контролю сознания переживания, а также те стороны внутреннего конфликта и те сферы нарушенных межличностных отношений, которые могут в значительной степени влиять на поведение подростка и учебный процесс.

## Описание методики

#### Процедура проведения
Стимульный материал методики предоставлен восемью контурными рисунками, на которых изображены два (реже три) человечка. Каждый персонаж изображен в условной манере: не ясен ни его пол, ни возраст, ни социальный статус. В то же время позы, экспрессия жестов, особенности расположения фигурок позволяют судить о том, что на каждой из картинок либо изображена конфликтная ситуация, либо два персонажа задействованы в сложных межличностных отношениях. Там же, где имеется третий участник или наблюдатель событий, его позиция может быть истолкована как индифферентная, активная или страдательная.
Безусловно, устный рассказ или дополнительное обсуждение написанных рассказов более информативны, но при групповом обследовании удобнее ограничиться письменным изложением.

#### Ход обследования
Испытуемому (или группе обследуемых лиц) дается задание последовательно, согласно нумерации, рассматривать каждую картинку, при этом постараться дать волю фантазии и сочинить по каждой из них небольшой рассказ, в котором будут отражены следующие аспекты:
1. Что происходит в данный момент?
2. Кто эти люди?
3. О чём они думают и что чувствуют?
4. Что привело к этой ситуации и чем она закончится?

Высказывается также просьба не использовать известные сюжеты, которые можно взять из книг, театральных постановок или кинофильмов, то есть придумывать только свое. Подчеркивается, что объектом внимания экспериментатора является воображение испытуемого, умение выдумывать, богатство фантазии.

#### Работа психолога
Психологу предоставляется возможность проанализировать почерк ребенка, стиль письма, манеру изложения, культуру языка, словарный запас, что также имеет большое значение для оценки личности в целом.
Сам подросток не смог бы рассказать о себе лучше: самопонимание и жизненный опыт в этом возрасте находятся на достаточно низком уровне.
Так же плохо выражено самопонимание и осознание своей собственной роли в сложных коллизиях житейских ситуаций у детей с высоким уровнем невротизации, эмоционально неустойчивых или импульсивных.

## Области применения
Рисованный апперцептивный тест в силу своей лаконичности и простоты нашел применение при обследовании школьников и в семейном консультировании, особенно в конфликтных ситуациях, связанных с проблемой трудных подростков. Не рекомендуется применять методику на контингенте детей младше 12-летнего возраста.
При изучении проблем подростка в семейных ситуациях РАТ хорошо выявляет его позицию. Отличительной чертой РАТа является то, что его можно проводить одновременно на целой группе детей, в том числе и в классе.

## Оценка эффективности
В связи с этим психологическое исследование с использованием РАТ способствует более целенаправленному выбору психокоррекционного подхода не только с ориентацией на содержательную сторону и сферу переживаний испытуемого, но и с апелляцией к определенному языковому и интеллектуально-культурному уровню личности консультируемого психологом ребенка.